# Couville
Couville ist eine  französische Gemeinde mit 1228 Einwohnern (Stand 1. Januar 2022) im Département Manche in der Region Normandie. Die Einwohner heißen Couvillais.

## Geographie
Couville liegt auf der Halbinsel Cotentin im armorikanischen Massiv, rund zehn Kilometer südwestlich von Cherbourg. Die Gemeinde grenzt an Virandeville, Sideville, Hardinvast, Saint-Christophe-du-Foc, Saint-Martin-le-Gréard, Bricquebosq und Breuville.
Couville wird von der Eisenbahnlinie Paris-Cherbourg durchquert, ein Bahnhof besteht jedoch nicht mehr. Die nächsten Haltestellen sind Cherbourg  (Endstation) im Norden und Valognes im Süden.

## Toponymie
Couville  setzt sich aus Koli und -ville zusammen. Koli ist ein skandinavischer Name, während -ville eine französische Endung lateinischer Herkunft, die in der Normandie häufig auftritt (ville bedeutet Stadt), ist.

## Bevölkerungsentwicklung
| Jahr      | 1962 | 1968 | 1975 | 1982 | 1990 | 1999 | 2007 | 2018 |
| Einwohner | 463  | 412  | 488  | 657  | 821  | 820  | 937  | 1165 |